# 口蓋帆
口蓋帆（こうがいはん）とは、軟口蓋後半の上下に動く部分を裏面まで含めて呼んだものである。口蓋帆の先端には口蓋垂がある。

## 概要
口蓋帆は上下に動かすことができ、下がると鼻腔への通路が開放され、呼気が鼻腔へと流れる。上がると口蓋帆と咽頭壁の間が閉鎖され、呼気は鼻腔へ入ることはできず、口腔へのみ流れる。
音声学において口蓋帆が上がって呼気が口腔のみへ流れてできる音を口音と言う。また口腔内の調音器官で閉鎖が形成されると同時に、口蓋帆が下がって鼻腔へと呼気が送られてできる音を鼻音と言う。また鼻音以外の音を調音しているときに口蓋帆が下がって鼻腔へ呼気が流れることは鼻音化と言う。母音であれば鼻母音と言う。
口蓋帆が上がり咽頭壁を閉じようとするときその咽頭壁にあるヒダと接触し共鳴が起こることによって声帯による喉頭原音より１オクターブ高い音声が加わる。第二フォルマントとして聞こえる。その咽頭壁にあるヒダの耳管への通り道を開く作用を口蓋帆張筋が持っている。

口蓋帆張筋
https://funatoya.com/funatoka/anatomy/A05/A05_2.html#A05_2_01_103